# 빌헬름 뢰프케

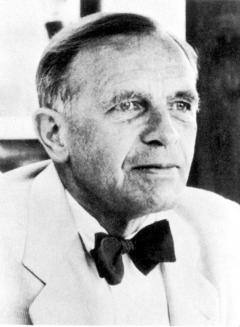

빌헬름 뢰프케(Wilhelm Röpke, 1899년 10월 10일 – 1966년 2월 12일) 독일 경제학자이자 사회 평론가로, 사회적 시장경제의 아버지 중 한 명으로 잘 알려져 있다. 제2차 세계 대전으로 망가진 독일 경제의 경제 재각성을 조직하고 프로그램을 배포하기 위해 이론을 세우고 협력했다.
알프레드 뮐러 아르막과 알렉산더 뤼스토우 그리고 발터 오이켄과 프란츠 뵘과 함께 그는 그 사상을 설명했고, 이것은 루트비히 에르하르트에 의해 정식으로 소개되었다. 그러므로 뢰프케와 그의 동료들의 경제적 영향은 2차 세계대전 후 독일의 "경제 기적"을 가능하게 한 주요 원인으로 여겨진다. 뢰프케는 또한 역사학자였고 1965년 노벨 문학상 후보에 올랐다.
뢰프케의 나치 정권에 대한 반대 때문에, 그는 이스탄불, 터키 등으로 이민을 가야 했다. 그 이후 유럽으로 돌아왔다.
젊었을 때 뢰프케는 처음에는 사회주의에서 영감을 받았고 그 후 오스트리아 학파 경제학자 루트비히 폰 미제스에 의해 영감을 받았다. 뢰프케는 질서자유주의 학파를 형성하였다. 많은 오스트리아 학파 경제학자와 달리 뢰프케와 질서자유주의자들은 개입이 역할을 허용하지 않는 한 시장 경제가 더 파괴적이고 비인도적일 수 있다고 인정했다.

## 같이 보기
- 자유주의

## 참고 문헌
1. ↑  An essay about Röpke by John Attarian
2. ↑  Samuel Gregg, Wilhelm Röpke's political economy, Edward Elgar Publishing Limited, 2010, ISBN 978-1-84844-222-1, p. 29